# Jan Vrba
Jan Vrba (ur. 3 czerwca 1936 w Pradze, zm. 4 listopada 2020) – czeski polityk, menedżer i inżynier, w latach 1990–1992 minister przemysłu.

## Życiorys
Jego ojciec był uwięziony przez 8 lat ze względów politycznych. W 1963 ukończył studia na wydziale mechanicznym Wyższej Szkoły Inżynierii Mechanicznej i Tekstylnej, specjalizując się w konstrukcji maszyn tekstylnych. W 1974 został absolwentem instytutu zarządzania w Pradze. Podjął pracę w przedsiębiorstwie Textilana Liberec. Początkowo był pracownikiem fizycznym, po 1968 kierował jego oddziałami w Stříbro, Aš oraz Nové Město pod Smrkem, a od 1978 był jego dyrektorem. W 1984 objął funkcję wiceministra przemysłu w rządzie Czeskiej Republiki Socjalistycznej.
Po aksamitnej rewolucji dołączył do Forum Obywatelskiego, po jego rozpadzie przeszedł do Ruchu Obywatelskiego. Od 29 czerwca 1990 do 2 czerwca 1992 pełnił funkcję ministra przemysłu Czechosłowacji w rządzie Petra Pitharta, był zwolennikiem sprzedaży państwowych przedsiębiorstw (m.in. doprowadził do przekazania Škody Auto Volkswagenowi AG). W późniejszym okresie pracował m.in. dla skandynawskiego funduszu inwestycyjnego w Czechach.

## Życie prywatne
Był żonaty, miał jedno dziecko. W październiku 2020 zachorował na COVID-19, co stało się przyczyną jego śmierci.